# ひなこい presents 日向坂46松田好花の日向坂高校放送部
『ひなこい presents 日向坂46松田好花の日向坂高校放送部』（ひなこいプレゼンツひなたざかフォーティーシックスまつだこのかのひなたざかこうこうほうそうぶ）は、ニッポン放送で2021年10月2日より2023年9月30日まで放送していたラジオ番組。
パーソナリティは日向坂46の松田好花。

## 概要
松田にとって、初となるソロ冠レギュラーラジオ番組である。
隔週で、ゲストに日向坂46メンバーを迎えて、フリートークをする。
番組ハッシュタグは「#日向坂高校放送部」。
本番組名は、アプリケーションゲーム『ひなこい』の舞台となっている日向坂高校で、松田が放送部として活動していることから名付けられた。
本番組のリスナーの総称は『リトルヤホス』となった。
2023年9月をもって2年間続いた当番組は終了したが、同年10月から毎月最終週日曜日(土曜日深夜)に『日向坂46・松田好花のオールナイトニッポン0(ZERO)』が開始された。

## 出演者
パーソナリティ
- 松田好花（日向坂46）[4]

代理パーソナリティ
- 富田鈴花（日向坂46）4月16日[12]・23日[13]放送回[注 2][14][15]

### ゲスト
- 日向坂46 - メンバーは隔週で出演[5][6]。

### 各コーナーの出演

#### 4期生のやさしいささやき
日向坂46の4期生メンバーの事前収録したコメントを放送するコーナー。

## メールテーマ

### コーナー
放送部なんでも投書箱
松田への質問・ふつおた等を紹介するコーナー。
全力で挑戦！マ・このかのコーナー
リスナーから46秒以内で可能なこと募集する。
真夜中の松田さん
松田が就寝中にささやいていそうな寝言をリスナーから募集する。
ひなつく
ひなこいアフタートーク限定でリスナーと共に作る参加型企画。アフレコ企画や新グッズ案、ひなこいアプリ内でやってほしいことを募集するコーナー。

### 終了したコーナー一覧
叫べ！「青春の馬鹿野郎～～！
松田が「青春のバカ野郎～！」と叫びたくなる、ほろ苦い青春経験談をリスナーから募集し、紹介するコーナー。
告白応援企画
リスナーから恋愛の悩み相談を募集し、松田が応援するコーナー。
あなたの「好き」を伝えて！“いまこい”
今、恋してしまっていること、はまってるものを教えてもらうコーナー。
七転びヤホス‼︎
リスナーのちょっとした失敗談を募集し、松田が全力で励ましていくコーナー。

## 放送時間
| 放送期間                      | 放送時間             | 放送局       | 対象地域   | 備考 |
| ----------------------------- | -------------------- | ------------ | ---------- | ---- |
| 2021年10月2日 - 2023年9月30日 | 土曜日 22:00 - 22:30 | ニッポン放送 | 関東広域圏 |      |

## スタッフ

### 現在のスタッフ
- ディレクター：野上大貴（2022年4月30日 - 2023年9月30日）[79]
- 構成：佐藤満春[80][81][82]

### 過去のスタッフ
- ディレクター：中村悠紀（ニックネーム：ぼたもち[注 8]）（ - 2022年4月30日）[83]

## イベント
- 公開収録イベント
  - (2022年3月5日、イマジンスタジオ)- ゲスト:森本茉莉、山口陽世[84]
- 公開収録イベント
  - (2022年8月27日、時事通信ホール)- ゲスト:高本彩花、髙橋未来虹[85]
- 公開収録イベント
  - (2023年3月4日、スペースFS汐留)- ゲスト:富田鈴花、丹生明里[86][87]
- 公開収録イベント
  - (2023年9月17日、イマジンスタジオ)- ゲスト:加藤史帆、小坂菜緒[88][89][65][70]